# Viktor Konovalenko
Temple de la renommée de l'IIHF : 2007
Temple de la renommée russe : 2004
Viktor Konovalenko (né le 11 mars 1938 à Gorki, en URSS, et mort le 20 février 1996 à Nijni Novgorod, en Russie) est un joueur professionnel russe de hockey sur glace.

## Carrière de joueur
Formé au Torpedo Gorki, il commence sa carrière professionnelle en championnat d'URSS en 1956. En 1972, il met un terme à sa carrière après 450 matchs en élite.

## Carrière internationale
Il a représenté l'URSS à 118 reprises sur une période de 11 ans de 1960 à 1971. Il a remporté les Jeux olympiques en 1964 et 1968 ainsi que les championnats du monde de 1963 à 1968 et 1970 et 1971.

## Trophées et honneurs personnels
- Championnat du monde
  - 1970 : élu dans l'équipe d'étoiles.
- URSS
  - 1970 : désigné joueur de l'année
  - 1963, 1964, 1965, 1966, 1967, 1968, 1970 : élu dans l'équipe d'étoiles